# Pilota de bàsquet

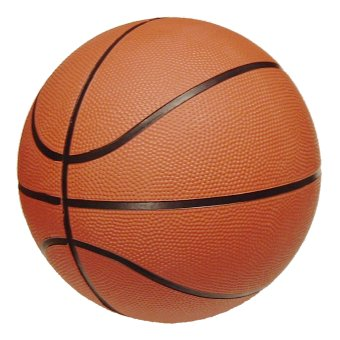
Una pilota de bàsquet.

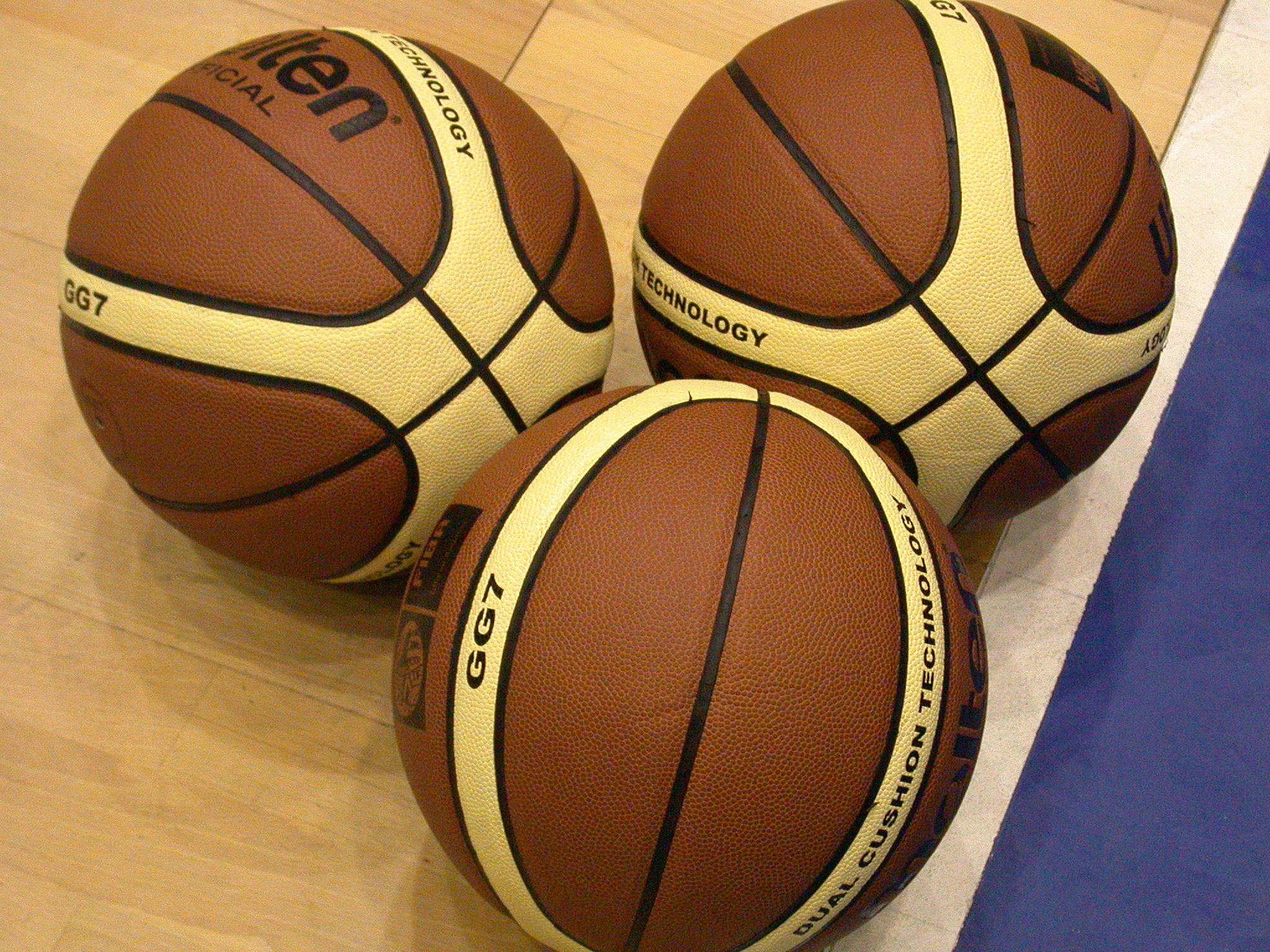
El nou disseny FIBA.

Una pilota de bàsquet és una pilota esfèrica que es fa servir per jugar a bàsquet. Habitualment està feta de cautxú o materials sintètics, i el pes i les dimensions difereixen segons qui juga:
- En bàsquet masculí, té una circumferència de 76 cm i un pes de 600 g.
- En bàsquet femení, té una circumferència de 73 cm i un pes de 540 g.
- En minibàsquet, la pilota és més petita encara.

Tradicionalment és de color taronja, amb línies negres, però hi ha moltes variants. Les pilotes d'interior i d'exterior difereixen en el material del qual estan recobertes.
A partir de la temporada 2004-2005 la FIBA ha adoptat per a les seves competicions una pilota dissenyada per l'italià Giugiaro, amb estries clares sobre el clàssic color de fons taronja, amb la finalitat de millorar la visibilitat tant per part dels jugadors com pel públic.
L'any 2006, l'NBA i Spalding van dissenyar una nova pilota amb un nou disseny i material que permeten un millor maneig i té millor textura i consistència que la pilota de cuir convencional, que s'utilitzarà a l'NBA a partir de la temporada 2006-2007.